# Martin Džavić
Martin Džavić (Subotica, 12. studenoga 1900. – Subotica, 1957.) je bio vojvođanski slikar. Po struci bio je učitelj. Rodom je Hrvat.
Rodio se u obitelji nadničara iz Subotice. Učio je za soboslikara, a nakon Prvog svjetskog rata postao je obrtnički majstor. Prvo je oslikao nekoliko kapela u Subotici, no nije bio zapažen. Nakon što je oslikao subotički kolodvor, znalci umjetnosti primijetili su njegov dar i umješnost. Stoga je dobio potporu te je pošao na Umjetničku školu u Beograd, a potom ga subotičke gradske vlasti pomažu za studij u Beču.
Izlagao je sa subotičkim umjetnicima. Djela su privlačila pozornost ljubitelja umjetnosti, a tiskovine su pohvalno pisale o njemu. Opus mu je velik, preko trista radova. Slikao je tehnikom ulja, pastela i radio je crteže. Od njegova opusa, ističe se njegov rad u crkvi sv. Marka u Žedniku, koju je oslikao svečanim temama iz života bunjevačkih Hrvata (Dužijanca, kraljice...) Slike mu se nalaze najviše u Subotici, a mnoštvo je u Beču i Budimpešti.